# Typhloburista pusilla
Typhloburista pusilla is een hooiwagen uit de familie Assamiidae.